# 昨天今天明天 (電影)
《昨天今天明天》（英語：Yesterday, Today, Tomorrow），原名《瘟疫》，是1970年上映的香港時裝電影，由龍剛執導及編劇，張揚、林婉貞、張沖等主演。本片於六七暴動後製作，故事改編自諾貝爾文學獎得主、法國作家卡繆的代表作《瘟疫》，以香港出現嚴重疫情、大量民眾被隔離為背景，因被認為包含涉及六七暴動的政治隱喻而成為焦點，亦因政治壓力而作出大幅刪剪。2011年，本片獲香港電影資料館推選為「百部不可不看的香港電影」之一。:55

## 故事大綱
世界雜誌特派員謝偉賢（張揚飾）往香港採訪，感受香港的繁華，並與接待他的導遊露茜（林婉貞飾）成為好友。期間香港各地陸續出現鼠患，最早出現鼠患的塑膠廠老闆（馮峰飾）越感不適，一名工人（杜平飾）與其爭執後憤然離去。爭執後倒下、被送院的塑膠廠老闆未幾不治，醫院發現其死因是不明感染，漸漸查明來源是由老鼠傳播的病毒，病發者更會語無倫次及癲狂。工人不自覺地到處傳播病毒，鼠疫在各區急速蔓延，入院及死亡人數不斷上升，衛生處（參考：衛生署）周處長（曾江飾）宣布香港成為疫埠，實施隔離措施。有感染者逃避隔離，亦有民眾加入醫療輔助團（參考：醫療輔助隊、香港聖約翰救傷隊）。塑膠廠女工羅翠琴（薛家燕飾）的未婚夫阿球染疫病逝，琴與球的家人進入隔離營。完成採訪的賢本打算離開香港，最後選擇追隨露茜加入醫療輔助團。積極報道疫情及鼓勵民眾的新聞工作者張保羅（張沖飾）亦不顧妻子反對加入醫療輔助團。市面一片蕭條，罪案猖獗。保羅後來死於發狂的病人阿根（朱江飾）之手，賢亦染疫病逝。致力研究新藥的李醫生（文妮飾）決定在垂死兒童身上試驗新藥，兒童奇跡生還。新藥研製成功後香港復甦。

## 演員表
| 演員     | 角色         | 備註 |
| -------- | ------------ | --- |
| 張揚     | 謝偉賢       | 世界雜誌特派員，往香港採訪時捲入鼠疫事件，決定留在香港加入醫療輔助團，最後死於感染。在劇本中身份是聯合國文化組特派員。 |
| 林婉貞   | 露茜（Rose） | 香港導遊，與謝偉賢成為好友。後加入醫療輔助團，最後於鼠疫中生還，悼念亡友。                                             |
| 張沖     | 張保羅       | 新聞工作者。後加入醫療輔助團，制止發狂的感染者阿根時遇襲重傷不治。                                                     |
| 曾江     | 周處長       | 衛生處處長，宣布香港成為疫埠，隔離所有感染者及家人。 現實中，1894年5月10日，政府就當年首宗鼠疫個案，宣布香港成為疫埠。 |
| 韋奇     | 阿球         | 的士司機，鼠疫的死者之一。曾接載最初被感染的塑膠廠員工。                                                               |
| 薛家燕   | 羅翠琴       | 阿球未婚妻，塑膠廠女工，木屋區居民。後與阿球的家人一起進入隔離營。新藥完成後興奮地奔走於隔離營報喜。                   |
| 馮峰     |              | 塑膠廠老闆。鼠疫最初的死者。                                                                                           |
| 張英才   | 醫院院長     | |
| 文妮     | 李醫生       | 冒險於一名垂死小孩身上試驗新藥，獲得成功。 此角色本有修女背景，但在上映版本中被刪去。                                  |
| 司馬華龍 |              | 李醫生的同事，化驗人員。                                                                                               |
| 杜平     |              | 塑膠廠員工，與塑膠廠老闆鬧翻時被傳染。                                                                                 |
| 朱江     | 阿根         | 塑膠廠員工。出現病徵後不願意進入隔離營後，被強行送入隔離病房後發狂襲擊人。                                             |
| 龍剛     | 黎松         | 染有毒癮，為得到毒品欲把女兒賣給龜婆。木屋區居民，羅翠琴的鄰居。試藥成功的小孩是其兒子。                               |
| 羅蘭     | 松嫂         | 黎松之妻。後感染身亡。                                                                                                 |
| 小麒麟   |              | 販賣毒品的流氓，逼黎松賣女。                                                                                           |
| 馮敬文   |              | 流氓的同伴。 |
| 丁紅     | 靜儀         | 新聞工作者，張保羅的同事及舊情人:108。                                                                                 |
| 狄娜     | 張太太       | 張保羅之妻。對疫情有較大恐慌情緒，反對丈夫加入醫療輔助團。                                                             |
| 胡楓     |              | 政府防治蟲鼠部門的幫辦，往發現工廠調查鼠患，及接受記者訪問。                                                           |
| 白文彪   |              | 新聞處官員，支持周處長早日公布疫情。                                                                                   |
| 李克     |              | 民政處官員，對公布疫情有疑慮。                                                                                         |
| 馮毅     |              | 劇本中稱為「老細」，神秘的幕後老闆。其大部分戲份被刪除，刪除內容涉及其提供資金予一群歹徒造謠作亂。:108                 |
| 李允中   |              | |
| 羅敦     |              | |
| 丁豔     |              | |
| 西瓜刨   |              | 政府防治蟲鼠部門辦公室職員，接聽熱線。                                                                                 |
| 何柏光   |              | 政府防治蟲鼠部門辦公室職員。                                                                                           |
| 高魯泉   |              | |
| 王克     |              | |
| 甘露     |              | |
| 容玉意   |              | 塑膠廠老闆的太太。進入隔離營後不願與羅翠琴等人同住一室。                                                               |
| 黎雯     |              | |
| 駱恭     |              | |
| 吳桐     |              | |
| 丁羽     |              | |
| 金雷     |              | |
| 許瑩英   |              | |
| 上官玉   |              | |
| 陳立品   |              | 收看電視疫情報道的觀眾之一。                                                                                           |

## 製作

### 構思
龍剛最初找作家西西按照卡繆的小說《瘟疫》 改編成劇本第一稿，後來再由龍剛自己修改，與第一稿差別很大。:107
編導龍剛表示自己有「逢三進一」的意向，每逢拍了三部賣座電影後，便會希望拍一部要求較高、突破一般商業性質的作品。他指本片選擇以疫症作題材，是眼見當時貧富懸殊嚴重（他舉出了木屋區與豪宅高廈的對比），在1960年代制水時期，購買潔淨食水的成本對富人來說影響不大，但窮人苦不堪言，他親歷有人將污水當作山中井水販賣予窮人，此舉很可能引致大量飲用者生病。因而寫成本片劇本，講述香港繁榮之際，由工廠開始傳出鼠疫，社會各階層皆無一倖免，這種香港從未經歷的大亂。而他想傳達的訊息是：「大家鎮定，不要驚惶失措，不要失望，緊守各人的崗位，共同努力，總有一天，瘟疫是會過去的。」

### 爭議下的刪改
本片拍攝時中國內地處於文化大革命時期，香港左派發動的六七暴動結束方兩年，左派人士認為本片有不少針對左派的暗喻，例如「瘟疫」是暗喻文化大革命，傳播瘟疫的老鼠暗喻左派人士，新聞工作者角色張保羅（劇本中名字是林博）暗喻在六七暴動中因反對左派人士而被殺害的電台播音員林彬，因而猛烈抨擊龍剛，質疑本片是由港英政府投資，龍剛是政府特務。當時《文匯報》等左派報章之評論摘錄收錄於《導演：龍剛》一書（香港影人口述歷史叢書之六）。
因本片存在很大政治爭議，最終片名由《瘟疫》改為《昨天今天明天》，及由約2小時刪剪至72分鐘才敢上映。除了自己遭受抨擊，龍剛曾指當時榮華公司遭到恐嚇，有人接觸製片李嘉恩，一些龍剛並不清楚身分的人士到榮華公司取走拷貝進行刪剪，交還後榮華公司再交給龍剛重新接合，並修改一些對白，配成國語。被刪剪的部分主要包括宗教色彩（如序幕中本來有《啟示錄》典故）、張保羅一角的香港本土歸屬感及其死產生的影響、一些歹徒計劃乘機作亂（有影射六七暴動參與者之嫌）及被民眾所搗破。香港電影資料館已通過比較劇本原文，整理主要被刪剪內容，收錄於《導演：龍剛》一書。

### 其他
本片獲得香港醫務衞生處（衛生署前身）及其他政府部門協助攝製及提供資料，亦有借出實景。
演員方面，動用了國、粵語片的大量演員，陣容鼎盛。
本片成本為港幣40多萬元。

## 發行
本片於1970年12月10日起上映，並於同場加映一段萬國博覽會紀錄片。本片票房只有港幣20多萬元，十分慘淡:105。

## 評價
本片票房很差，口碑在上映年代毀譽參半，但在後世則獲得頗高評價，尤其被刪剪部分的劇本面世後。
《導演：龍剛》一書亦收錄了1960年代末至70年代多篇關於龍剛的影評，例如作家簡而清在1974年發表的一篇影評中指出，本片與卡繆的原著小說相比，已是面目全非。他認為龍剛並不了解原著，將失敗（因票房很差）諉諸於政治壓力只是藉口。後世則甚少以原著角度批評本片，比較注重其本身的內涵及對香港的意義，例如影評人舒琪也指出本片沒有卡繆所代表的存在主義或荒謬主義，但他的評價同時也很正面:107。
舒琪指出本片野心很大，沒有完整故事結構，沒有一名固定主角（Protagonist），以極富寓言性的瘟疫事件串連社會各階層人物的反應，近乎整個社會的橫切面，鋪陳中帶有寄託。他認為這種處理手法，香港電影史上只有本片與同樣政治敏感的《再見中國》嘗試過。:101,107
較早期的影評人羅卡亦形容本片是龍剛電影中野心最大、陳義最高，但他認為本片強調的訊息是團結一致恢復社會的安定繁榮，對於危害安定繁榮的力量，不管基於什麼因素，都要合力撲擊，而沒有深究「瘟疫」（背後所象徵事物）的內在成因。因此總結本片為「最缺乏說服力的一部有骨無肉之作」。
以社會關懷為分析角度的作家陳智德，指出本片正面描寫政府克服「瘟疫」，這亦是左派抨擊的原因之一。但他認為片中正面人物除了政府官員，亦有新聞工作者及醫生等精英知識份子，以精英知識份子著墨最多，本片是「提出以上層社會精英份子為主導的重建社會倫理理想」，還不算歌頌官方意識。另外他亦注意到片中一段描述電視新聞報道，鏡頭由攝影廠接入各家觀眾（包括片中曾出現的一些人物）專心收看報道，此幕彰顯電視此一當時逐漸普及的新興媒體之影響力（1967年無綫電視首播），以及暗示大眾傳媒的感染力和應負上的社會責任。本片是龍剛電影中少數沒有批判建制的作品。
影評人張偉雄則形容本片是「歌誦殖民地的精英性和專業性」。他將本片與其後的《廣島廿八》及《波斯夕陽情》列為龍剛的「亞洲城市三部曲」，屬於他稱為「香港處境」的龍剛後期作品的一部分。他認為片中社會實際要克服的是恐懼，而龍剛提出的方法是「為你掌握的身份奮鬥」，「身份是生存的鬥爭目的，即使為它而死，也是值得的」（指謝偉賢及張保羅兩名知識份子）；而身份模糊者或逃避責任者，如杜平飾演的染疫工人、龍剛自己飾演的癮君子、狄娜飾演的恐慌妻子，則是本片的譴責對象。
影評人鄭政恆則提到本片的批判性，鼠疫是塑膠廠老闆最先感染，再在勞資糾紛中傳染給工人，他認為這暗喻金錢是「瘟疫」的源頭，也是傳染「瘟疫」的媒介。他亦讚揚本片拍攝水平高，具有寫實性、信息豐富（在拍攝時間短、製作粗疏的年代，出身粵語片的龍剛向以資料搜集充足及追求質量見稱）、頗多實景拍攝，強調博愛精神、知識分子的良心（例如另一評論者陳智德所列舉的謝偉賢、張保羅的對白）和人道主義思想。
影評人何思穎的悲觀看法則與其他人大相逕庭。他認為自前作《飛女正傳》帶有犬儒心態後，從本片起龍剛作品的犬儒心態更為顯著。片中新聞工作者及醫生等精英知識份子擔當龍剛作品中常見的「指定說教者」角色，「指定說教者」在抗疫中失去生命，雖然最後疫情得到控制，但疫症橫行的社會條件仍然存在。相對於龍剛前期作品的通俗性，他亦認為本片是態度認真的議題片，濫情成份很低。
龍剛是天主教徒，其電影中常帶有宗教色彩。本片結尾女醫生在瀕死孩童身上注射效果未明的新藥，再向窗外禱告，新藥試驗隨即成功。影評人王瑞祈批評這是盲目吹捧神跡。
不論後世影評人，或當時左派的批判評論，都有本片具本土意識一說，例如世界雜誌特派員謝偉賢一角決定留下抗疫，象徵過客或南來者心態的轉變。被刪剪的張保羅一角情節則更為明顯。
影評人多認為被刪剪部分的價值很高，感到可惜。

## 備註
1. ↑  這看法似乎有違龍剛的自述。

## 外部連結
- 香港影庫上《昨天今天明天》的資料（繁體中文）
- 互联网电影数据库（IMDb）上《昨天今天明天》的资料（英文）
- 豆瓣电影上《昨天今天明天》的資料 （简体中文）
- 时光网上《昨天今天明天》的資料（简体中文）
- AllMovie上《昨天今天明天》的资料（英文）